# Igreja de Nossa Senhora da Conceição (São Tomé)
Die Igreja de Nossa Senhora da Conceição (en.: Our Lady of Conception Church, dt.: Kirche unser Frauen von der Empfängnis) oder kurz Igreja da Conceição, Church of the Conception, und lokal auch Igreja vermelha („Rote Kirche“) ist eine katholische Pfarrkirche im Distrikt Água Grande, in der Stadt São Tomé auf der gleichnamigen Insel.

## Architektur

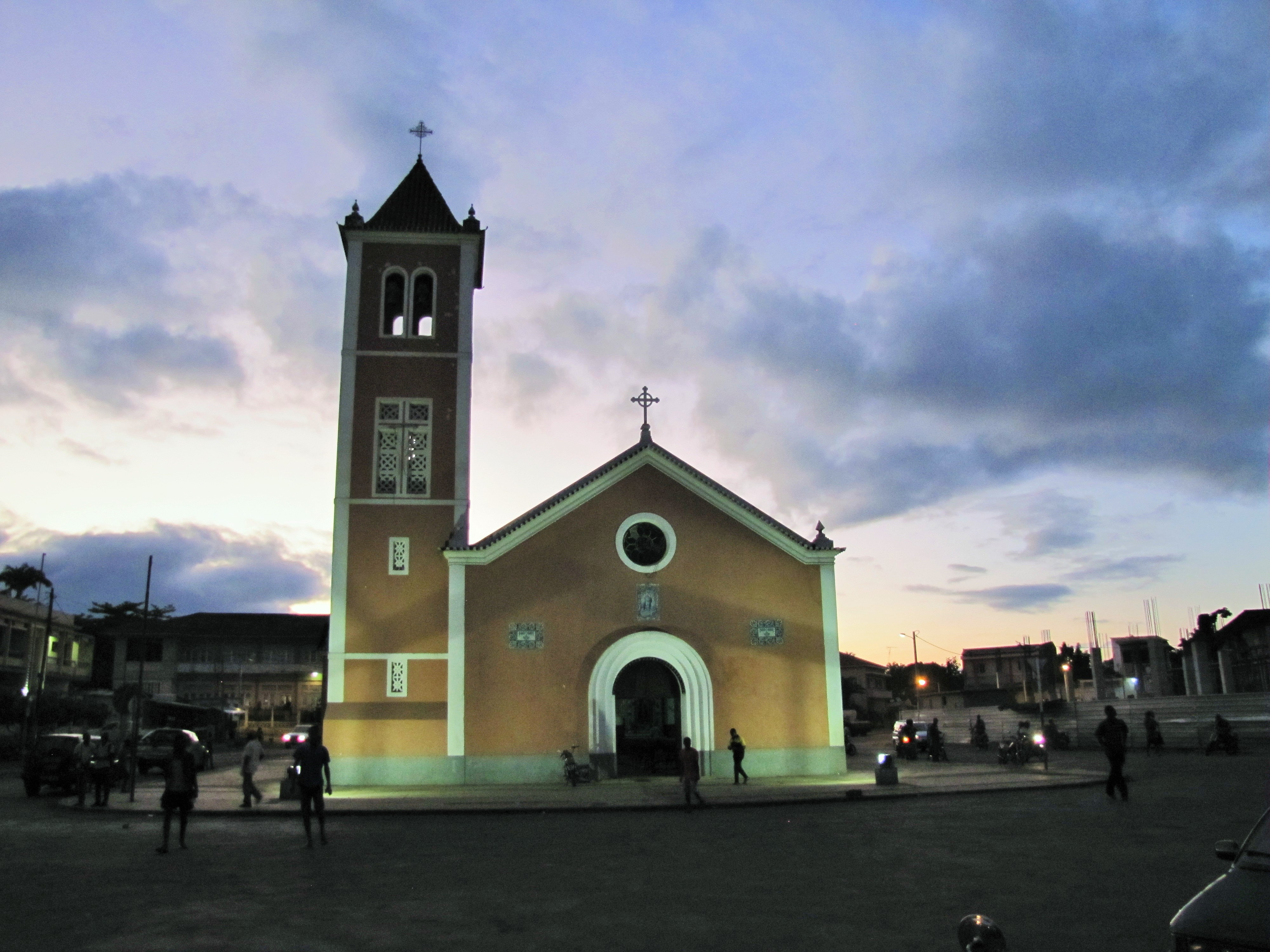
Igreja de Nossa Senhora da Conceição, São Tomé.

Die Kirche steht in der Hauptstadt von São Tomé und Príncipe an der Conceição Avenue, neben dem Hotel Residêncial Baía. Sie ist bekannt wegen ihrer roten Bemalung. Sie hat einen einzelnen Glockenturm und über dem Haupteingang ist eine Statue der Jungfrau Maria aufgestellt.
2011 war die Kirche einer der Orte, an welchen das Pilger-Bildnis der Nossa Senhora de Fátima aus Fátima, Portugal, aufgestellt worden war und Messen, Gebete und Prozessionen von der Kathedralkirche von São Tomé (Sé Catedral de Nossa Senhora da Graça) aus dort abgehalten wurden.